# Yvonne Sherman
Yvonne Claire Sherman Tutt (* 3. Mai 1930 in New York City; † 2. Februar 2005 in Colorado Springs) war eine US-amerikanische Eiskunstläuferin, die im Einzellauf und im Paarlauf startete.
Im Einzellauf wurde Sherman 1949 und 1950 US-amerikanische Meisterin und nahm im Zeitraum von 1948 bis 1950 an drei Weltmeisterschaften teil, wobei sie zweimal das Podium erreichte. Bei der Weltmeisterschaft 1949 in Paris wurde sie Vize-Weltmeisterin hinter Alena Vrzáňová. 1950 in London gewann sie Bronze hinter Vrzáňová und Jeannette Altwegg. Bei den Olympischen Spielen 1948 in St. Moritz belegte sie den sechsten Platz.
Im Paarlauf trat sie zusammen mit Robert Swenning an. Gemeinsam wurden sie US-amerikanische Meister 1947. Bei ihrer einzigen gemeinsamen Weltmeisterschaft belegten sie 1948 in Davos den fünften Platz. Die Olympischen Spiele beendeten sie 1948 auf dem vierten Platz.
Nach dem Ende ihrer Amateurkarriere wurde sie Punktrichterin. Sie heiratete den Eissportveranstalter, Funktionär und späteren Präsidenten der Internationalen Eishockey-Föderation William Thayer Tutt, der Colorado Springs zum Zentrum des US-amerikanischen Eiskunstlaufsports machte und auch half, einige Weltmeisterschaften nach Colorado Springs zu holen.

## Ergebnisse

### Einzellauf
| Wettbewerb / Jahr                | 1947 | 1948 | 1949 | 1950 |
| -------------------------------- | ---- | ---- | ---- | ---- |
| Olympische Winterspiele          |      | 6.   |      |      |
| Weltmeisterschaften              |      | 6.   | 2.   | 3.   |
| US-amerikanische Meisterschaften |      | 2.   | 1.   | 1.   |

### Paarlauf
(mit Robert Swenning)
| Wettbewerb / Jahr                | 1947 | 1948 |
| -------------------------------- | ---- | ---- |
| Olympische Winterspiele          |      | 4.   |
| Weltmeisterschaften              |      | 5.   |
| US-amerikanische Meisterschaften | 1.   | 2.   |